# Basona Werana
Basona Werana är ett distrikt i Etiopien. Det ligger i den centrala delen av landet, 110 km nordost om huvudstaden Addis Abeba.